# Landelin von Ettenheimmünster

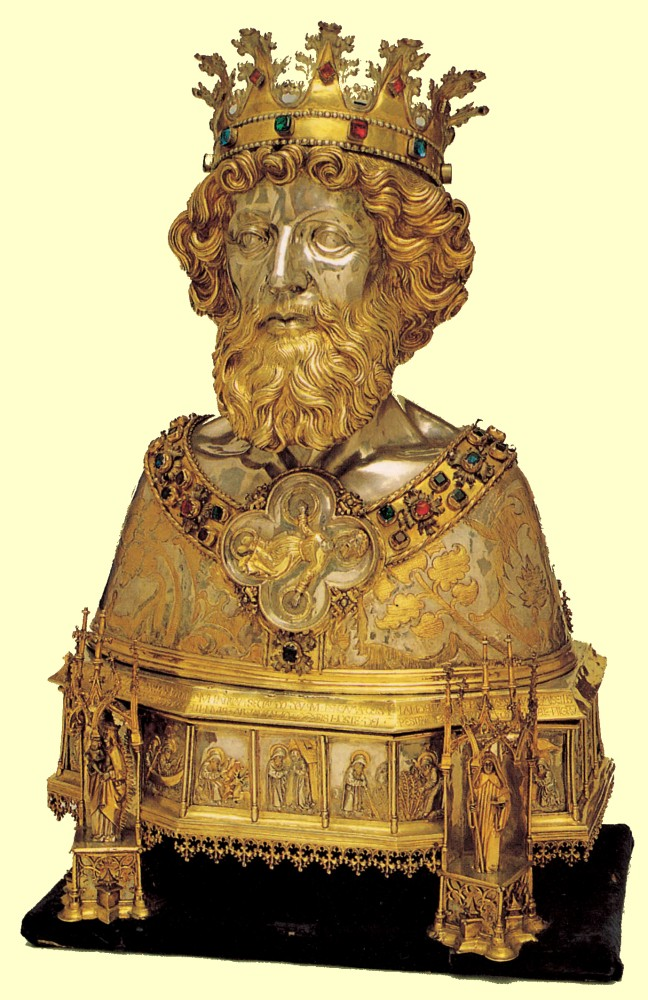
Büstenreliquiar des hl. Landelin von Ettenheimmünster (1506)

Landelin, auch Landolin († um 640 bei Ettenheimmünster), war ein heiliger Einsiedler und Mönch im Rahmen der iroschottischen Mission.

## Legende und Verehrung
Landelin, ein irischer Mönch, kam als einer der ersten christlichen Missionare zu Beginn des 7. Jahrhunderts in die Ortenau. Der Überlieferung nach wurde er von einem heidnischen Jäger ermordet. An der Stelle seines Märtyrertodes sollen fünf Quellen entsprungen sein.
In der Nähe seines Grabs (heute unter dem Hochaltar der Kirche von Münchweier) entstand mit der Zeit eine kleine Mönchssiedlung, die Bischof Widegern von Straßburg um 728 zu einer „cella monachorum“, dem Klösterchen „Mönchszell“, zusammenfasste. Widegerns Nachfolger, Bischof Etto von Straßburg, bestätigte die Stiftung seines Vorgängers, verpflichtete die Mönche auf die Ordensregel des hl. Benedikt und ließ um 763 im heutigen Ettenheimmünster, wo der hl. Landelin als Einsiedler gelebt hatte und als Märtyrer gestorben war, ein neues Kloster erbauen, das nach ihm „Monasterium Ettonis“ (Kloster des Etto) genannt wurde.
Seit dem 11. Jahrhundert ist im Bistum Straßburg, zu dem Ettenheimmünster damals gehörte, der Lokalkult des hl. Landelin bezeugt. Er galt als Patron bei Augenleiden, weshalb viele Pilger auch heute noch mit dem Wasser der Landelinsquelle ihre Augen benetzen.
Der Gedenktag des Heiligen ist der 21. September (im Erzbistum Freiburg der 22. September). Bei der Reiterprozession am Patrozinium wird ein silbernes Büstenreliquiar des Heiligen von 1506 mitgeführt, das in der Wallfahrtskirche St. Landelin in Ettenheimmünster aufbewahrt wird.